# 布莱尼昂-普里尼亚克
布莱尼昂-普里尼亚克（法語：Blaignan-Prignac，法語發音：[blɛɲɑ̃ pʁiɲak]）是法国吉伦特省的一个市镇，属于莱斯帕尔梅多克区。该市镇于2019年由原市镇布莱尼昂和梅多克地区普里尼亚克合并而成，行政中心位于布莱尼昂。

## 地理
布莱尼昂-普里尼亚克（45°19'23"N, 0°52'37"W）面积14.27 平方千米，位于法国新阿基坦大区吉倫特省，该省份为法国西南部沿海省份，是法國本土面积最大的省，北起滨海夏朗德省，西临大西洋，南至朗德省，东南接洛特-加龍省，东临多爾多涅省。
与布莱尼昂-普里尼亚克接壤的市镇（或旧市镇、城区）包括：梅多克地区锡夫拉克、库凯克、圣伊藏德梅多克、奥尔多纳克、莱斯帕尔梅多克。
布莱尼昂-普里尼亚克的时区为UTC+01:00、UTC+02:00（夏令时）。

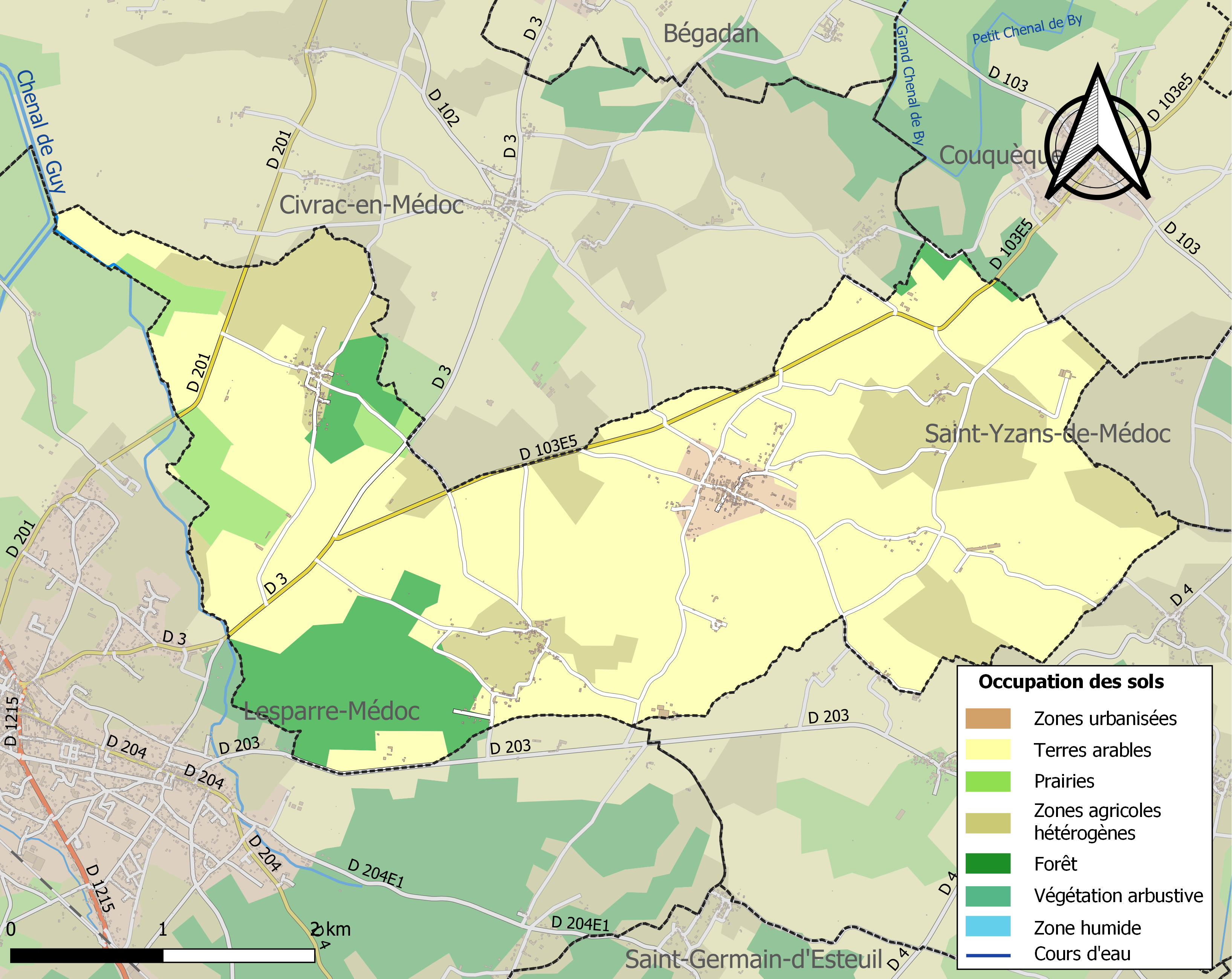
布莱尼昂-普里尼亚克的OSM定位图

## 行政
布莱尼昂-普里尼亚克的邮政编码为33340，INSEE市镇编码为33055。

## 政治
布莱尼昂-普里尼亚克所属的省级选区为北梅多克县。

## 人口
布莱尼昂-普里尼亚克于2022年1月1日时的人口数量为449人。